# Farmington (Nové Mexiko)
Farmington je město v okrese San Juan County ve státě Nové Mexiko ve Spojených státech amerických. K roku 2010 zde žilo 45 877 obyvatel. S celkovou rozlohou 69,9 km² byla hustota zalidnění 656,32 obyvatel na km². Leží na řece San Juan, řece Animas a La Plata v Koloradské plošině.